# 呼吸器学
呼吸器学（こきゅうきがく、英語: pulmonology）は、主に人体の呼吸器系を中心に診療・研究する内科学の一分野。
元々の語源である「pulmonology（肺学、肺臓学）」からわかるように、主に肺を扱っていった分野として発展していった。呼吸器外科学と連携して治療にあたっており、診療科としては呼吸器内科と呼吸器外科が共に呼吸器センターを設置している施設もある。

## 徴候
- 咳嗽
- ばち指
- チアノーゼ
- 浮腫
- 過呼吸
- 喘鳴

## 疾患

### 感染性疾患
- 風邪
  - 風邪の原因となる病原体は多岐に渡るため｢風邪症候群｣ともとらえ得る。
- 肺炎
  - 感染症によるものの他に、特発性間質性肺炎(=IP),BOOP,放射線肺臓炎などがある。
- 急性細気管支炎
  - 検査
    - 胸部レントゲン写真検査
肺が膨らみすぎる。肺が膨らみすぎる事を肺の過膨脹と言う。
    - 胸部CT検査
肺野に小さな粒々した影が見える。小さな粒々した影を小粒状陰影と言う。
- 肺結核
- 肺非定型抗酸菌症 = nontuberculous mycobactelial infection = NTM
- 嚥下性肺炎=aspiration pneumonia

### 閉塞性肺疾患
- 肺気腫
- 慢性閉塞性肺疾患 =chronic obstructinve pulmonary disease; COPD
- びまん性汎細気管支炎=diffuse panbronchitis; DPB
- 気管支拡張症=bronchiectasia
- 再発性多発軟骨炎...気管支軟骨の炎症性肥大により、次第に気道狭窄を来たす。

### 拘束性肺疾患
- 間質性肺炎
- サルコイドーシス
- 塵肺

### 嚢胞性肺疾患
- 気管支拡張症=bronchiectasia
  - カルタゲナー症候群: 上記の気管支の線毛運動障害のため気管支拡張症も来す。

### 免疫・アレルギー性疾患
- 気管支喘息
- 過敏性肺臓炎
- Wegener肉芽腫症
- Goodpasture症候群
- アレルギー性気管支肺アスペルギルス症 = allergic bronchopulmonary aspergillosis
- 再発性多発性軟骨炎
  - 気管支軟骨の炎症性肥大のため気道狭窄を来たす。

### 肺循環障害
- ARDS = acute respiratory distress syndrome
- 上大静脈症候群

### 変形疾患
- 気管支拡張症
  - 症状
膿の混じった痰を吐き出す。膿の混じった痰を膿性痰と言う。血痰もみることがある。

### 代謝異常
- 肺胞蛋白症
  - 検査
    - 肺生体針検査
パス染色で染まる物質で肺胞が充満している。
- 肺胞微石症

### 腫瘍
- 肺癌

### 機能的呼吸障害
- 過呼吸症候群

### 胸膜疾患
- 気胸

### 胸壁疾患
- 血胸=hemothorax
- 膿胸
膿胸は胸腔に膿が溜まること。
  - 治療
    - 胸腔ドレナージ
      - 適応
胸腔ドレナージの適応は、胸腔にどれだけ細菌がいるかによる。
        - 膿汁が有る : 目で見える量の細菌がいたら適応となる。
        - 胸水グラム染色陽性 : 胸水中にグラム陽性菌が見られたら適応となる。
        - 胸水ブドウ糖低値 : 胸水中のブドウ糖が低下していたら、それだけ多くの細菌によって消費されている事を意味するので適応となる。
        - 胸水pH低値 : 胸水中のpHが低下していたら、それだけ多くの嫌気性菌によって酸が産生されている事を意味するので適応となる。
        - 胸水に腐敗臭がある : 鼻で嗅いで分かるほどの腐敗臭があれば、それだけ多くの嫌気性菌が繁殖している事を意味するので適応となる。

### 肺の疾患
- 気管支異物=foreign body in airway
  - 異物を誤って吸い込む誤嚥による疾患。統計は、気管から分枝する角度は左気管支45°よりも右気管支25°の方が鋭いので、異物は右気管支に落ちやすい。症状は、異物は硬貨等の無機物よりもピーナッツ等の有機物の方が免疫応答を起こしやすいので、重篤化しやすい。検査は、胸部レントゲン写真では写らない異物も多いので吸気時と呼気時の両方で撮影して縦隔を見比べる。吸気時には異物がある方の肺には空気が入らないので相対的に異物が無いほうの肺が大きく膨らんで縦隔が患側に偏移し、呼気時には異物がある方の肺からは空気が出ないので相対的に異物が無いほうの肺が小さく縮んで縦隔が健側に偏移する。確定診断は気管支鏡検査で行う。治療も気管支鏡検査で異物を取り除く。ここで異物を絶対吐き出させてはいけない。肺は左右二つあるので片方の気管支が詰まっていても呼吸できるが、異物を吐き出す際に一本しかない気管で引っかかってしまうと窒息死してしまう。しかも気管には気管支よりも細い声帯があるので引っかかる危険が大きく、禁忌である。